# 秘密諜報員
「秘密諜報員」（ひみつちょうほういん、Secret Agent Man）は、ジョニー・リヴァースの楽曲。

## 概要
作詞・作曲はスティーヴ・バリ、P. F. スローン。ドラム担当はミッキー・ジョーンズ。
イギリスドラマ『デンジャー・マン』のアメリカでの放送時（『Secret Agent』と改題）の主題歌として用いられ、1966年に全米3位を記録した。
インストゥルメンタル曲としては、ベンチャーズのカバーでヒット。2000年には日本テレビ系ドラマ『平成夫婦茶碗～ドケチの花道～』の主題歌として東山紀之、錦戸亮らが参加した期間限定ユニットSecret Agentが日本語でカバーした。

## カバー

### 歌
- メル・トーメ（1966年。『Right Now!（英語版）』収録）
- Danny（フィンランド語版）（1966年に『Vaaksa vaaraa vain』のタイトルでフィンランド語カバー。『Se olla voi toisinkin päin（フィンランド語版）』収録）
- ディーヴォ（1979年。『生存学未来編』収録）
- ブルース・ウィリス（1987年。『リターン・オブ・ブルーノ（英語版）』挿入歌。『リターン・オブ・ブルーノ (アルバム)（英語版）』収録）
- RCサクセション（1988年。日本語詞：忌野清志郎、仲井戸麗市。『COVERS』収録。坂本冬美（歌）、ジョニー・サンダース（ギター、コーラス）がゲスト参加。曲の冒頭に大韓航空機爆破事件の工作員金賢姫の音声が用いられている）
- ハンク・ウィリアムズ・ジュニア（英語版）（1992年）
- Vicious Delite（英語版）（1995年。『Vicious Delite (アルバム)（英語版）』日本盤のみ収録）
- ブルース・トラベラー（英語版）（1995年。映画『ジム・キャリーのエースにおまかせ!』挿入歌）
- トースターズ（英語版）（1996年。『 Hard Band for Dead（英語版）』収録）
- POLYSICS（1999年のアナログ盤『1st P』、2009年のCDアルバム『1st P/A・D・S・R・M!』に収録）
- Secret Agent（2000年。シングル。日本語詞：松井五郎。ボーカル：錦戸亮）
- Supreme Beings of Leisure（2000年のアメリカのテレビドラマ『シークレット・エージェント・マン』の主題歌）

### インストゥルメンタル
- ベンチャーズ（1966年。『Batman Theme』収録）
- サンディ・ネルソン（英語版）（1966年。『In" Beat』収録）
- ハル・ブレイン（1966年。プロモーション用シングル[5]）
- アート・ブレイキー（1966年。『Hold On, I'm Coming（英語版）』収録）
- ウーゴ・モンテネグロ楽団（英語版）（1966年。『Come Spy With Me』収録）
- 井上宗孝とシャープ・ファイブ（1966年。『ザ・サイドワインダー』収録）
- 寺内タケシとブルージーンズ（1971年。『ベンチャーズでぶっ飛ばせ! Vol.2』収録）
- 加山雄三&ハイパーランチャーズ（2002年。『鯛取る2(ふたたび)』収録）